# 체이스 (드라마)

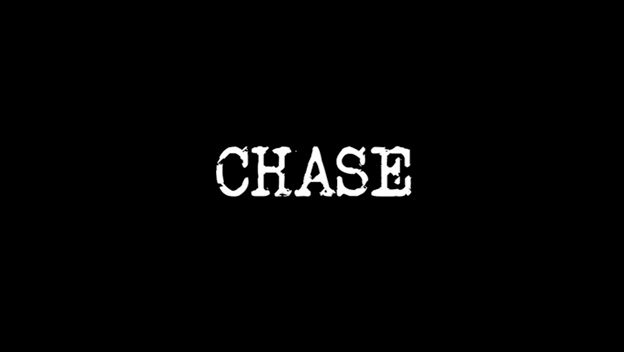

체이스(Chase)는 2010년부터 2011년까지 NBC에서 방영된 텔레비전 드라마이다.